# Sudirman Cup 2001
Der Sudirman Cup 2001, die Weltmeisterschaft für gemischte Mannschaften im Badminton, fand vom 28. Mai bis zum 2. Juni 2001 im San Pablo Sport Stadion in Sevilla, Spanien, statt. China gewann in dieser siebenten Auflage des Championats gegen Indonesien im Finale mit 3:1.

## Gruppe 1

### Gruppe A
| Team     | Pld | W | L |
| -------- | --- | - | - |
| China    | 2   | 2 | 0 |
| Südkorea | 2   | 1 | 1 |
| Schweden | 2   | 0 | 2 |

| 28. Mai 2001 |     |          |
| China        | 5–0 | Schweden |
| 29. Mai 2001 |     |          |
| Schweden     | 0–5 | Südkorea |
| 30. Mai 2001 |     |          |
| Südkorea     | 0–5 | China    |

### Gruppe B
| Team       | Pld | W | L |
| ---------- | --- | - | - |
| Indonesien | 2   | 2 | 0 |
| Dänemark   | 2   | 1 | 1 |
| England    | 2   | 0 | 2 |

| 28. Mai 2001 |     |          |
| Dänemark     | 5–0 | England  |
| 29. Mai 2001 |     |          |
| Indonesien   | 4–1 | England  |
| 30. Mai 2001 |     |          |
| Indonesien   | 3–2 | Dänemark |

## Play-offs
| 1. Juni 2001 | England | 3–0 | Schweden | 5./6., Verlierer steigt ab |

## Gruppe 2

### Subgruppe 2A
| Team 1      | Team 2      | Ergebnis |
| ----------- | ----------- | -------- |
| Japan       | Deutschland | 5-0      |
| Japan       | Malaysia    | 3-2      |
| Japan       | Ukraine     | 4-1      |
| Deutschland | Malaysia    | 2-3      |
| Deutschland | Ukraine     | 4-1      |
| Malaysia    | Ukraine     | 4-1      |

### Subgruppe 2B
| Team 1            | Team 2            | Ergebnis |
| ----------------- | ----------------- | -------- |
| Thailand          | Niederlande       | 4-1      |
| Thailand          | Chinesisch Taipeh | 3-2      |
| Thailand          | Schottland        | 5-0      |
| Niederlande       | Chinesisch Taipeh | 3-2      |
| Niederlande       | Schottland        | 5-0      |
| Chinesisch Taipeh | Schottland        | 1-4      |

### Play-offs
| Team 1      | Team 2            | Ergebnis | Bemerkung |
| ----------- | ----------------- | -------- | --------- |
| Thailand    | Japan             | 3-1      | 7.-8.     |
| Niederlande | Deutschland       | 3-0      | 9.-10.    |
| Malaysia    | Chinesisch Taipeh | 3-2      | 11.-12.   |
| Ukraine     | Schottland        | 3-0      | 13.-14.   |

## Gruppe 3

### Subgruppe 3A
| Team 1   | Team 2   | Ergebnis |
| -------- | -------- | -------- |
| Kanada   | Russland | 3-2      |
| Kanada   | Finnland | 5-0      |
| Kanada   | Norwegen | 4-1      |
| Russland | Finnland | 3-2      |
| Russland | Norwegen | 5-0      |
| Finnland | Norwegen | 4-1      |

### Subgruppe 3B
| Team 1   | Team 2     | Ergebnis |
| -------- | ---------- | -------- |
| Hongkong | Indien     | 4-1      |
| Hongkong | Wales      | 5-0      |
| Hongkong | Österreich | 5-0      |
| Indien   | Wales      | 4-1      |
| Indien   | Österreich | 5-0      |
| Wales    | Österreich | 4-1      |

### Play-offs
| Team 1     | Team 2   | Ergebnis | Bemerkung |
| ---------- | -------- | -------- | --------- |
| Kanada     | Hongkong | 0-3      | 15.-16.   |
| Indien     | Russland | 3-2      | 17.-18.   |
| Finnland   | Wales    | 3-2      | 19.-20.   |
| Österreich | Norwegen | 3-2      | 21.-22.   |

## Gruppe 4

### Subgruppe 4A
| Team 1     | Team 2     | Ergebnis |
| ---------- | ---------- | -------- |
| Singapur   | Neuseeland | 4-1      |
| Singapur   | Polen      | 1-4      |
| Singapur   | Island     | 5-0      |
| Neuseeland | Polen      | 3-2      |
| Neuseeland | Island     | 5-0      |
| Polen      | Island     | 4-1      |

### Subgruppe 4B
| Team 1             | Team 2     | Ergebnis |
| ------------------ | ---------- | -------- |
| Vereinigte Staaten | Bulgarien  | 2-3      |
| Vereinigte Staaten | Frankreich | 3-2      |
| Vereinigte Staaten | Schweiz    | 3-2      |
| Bulgarien          | Frankreich | 3-2      |
| Bulgarien          | Schweiz    | 4-1      |
| Frankreich         | Schweiz    | 3-2      |

### Play-offs
| Team 1     | Team 2             | Ergebnis | Bemerkung |
| ---------- | ------------------ | -------- | --------- |
| Singapur   | Vereinigte Staaten | 3-0      | 23.-24.   |
| Neuseeland | Bulgarien          | 3-0      | 25.-26.   |
| Polen      | Frankreich         | 3-0      | 27.-28.   |
| Schweiz    | Island             | 3-1      | 29.-30.   |

## Gruppe 5

### Subgruppe 5A
| Team 1    | Team 2    | Ergebnis |
| --------- | --------- | -------- |
| Spanien   | Belarus   | 3-2      |
| Spanien   | Slowenien | 3-2      |
| Spanien   | Peru      | 4-1      |
| Belarus   | Slowenien | 4-1      |
| Belarus   | Peru      | 5-0      |
| Slowenien | Peru      | 3-2      |

### Subgruppe 5B
| Team 1     | Team 2   | Ergebnis |
| ---------- | -------- | -------- |
| Tschechien | Belgien  | 3-2      |
| Tschechien | Portugal | 3-2      |
| Tschechien | Israel   | 5-0      |
| Belgien    | Portugal | 4-1      |
| Belgien    | Israel   | 3-2      |
| Portugal   | Israel   | 4-1      |

#### Play-offs
| Team 1    | Team 2     | Ergebnis | Bemerkung |
| --------- | ---------- | -------- | --------- |
| Spanien   | Tschechien | 3-1      | 31.-32.   |
| Belarus   | Belgien    | 3-2      | 33.-34.   |
| Slowenien | Portugal   | 3-2      | 35.-36.   |
| Peru      | Israel     | 3-0      | 37.-38.   |

## Gruppe 6

### Subgruppe 6A
| Team 1    | Team 2    | Ergebnis |
| --------- | --------- | -------- |
| Sri Lanka | Slowakei  | 3-2      |
| Sri Lanka | Zypern    | 3-2      |
| Sri Lanka | Brasilien | 3-2      |
| Slowakei  | Zypern    | 5-0      |
| Slowakei  | Brasilien | 4-1      |
| Zypern    | Brasilien | 4-1      |

### Subgruppe 6B
| Team 1     | Team 2     | Ergebnis |
| ---------- | ---------- | -------- |
| Südafrika  | Kasachstan | 4-1      |
| Südafrika  | Estland    | 4-1      |
| Südafrika  | Litauen    | 4-1      |
| Kasachstan | Estland    | 4-1      |
| Kasachstan | Litauen    | 4-1      |
| Estland    | Litauen    | 4-1      |

### Play-offs
| Team 1     | Team 2    | Ergebnis | Bemerkung |
| ---------- | --------- | -------- | --------- |
| Südafrika  | Sri Lanka | 3-2      | 39.-40.   |
| Kasachstan | Slowakei  | 3-2      | 41.-42.   |
| Estland    | Zypern    | 3-1      | 43.-44.   |
| Litauen    | Brasilien | 3-1      | 45.-46.   |

## Gruppe 7

### Subgruppe 7A
| Team 1    | Team 2    | Ergebnis |
| --------- | --------- | -------- |
| Luxemburg | Mexiko    | 3-2      |
| Luxemburg | Marokko   | 5-0      |
| Luxemburg | Gibraltar | 5-0      |
| Mexiko    | Marokko   | 5-0      |
| Mexiko    | Gibraltar | 5-0      |
| Marokko   | Gibraltar | 3-2      |

### Subgruppe 7B
| Team 1       | Team 2       | Ergebnis |
| ------------ | ------------ | -------- |
| Italien      | Griechenland | 4-1      |
| Italien      | Grönland     | 5-0      |
| Griechenland | Grönland     | 3-2      |

### Play-offs
| Team 1       | Team 2    | Ergebnis | Bemerkung |
| ------------ | --------- | -------- | --------- |
| Italien      | Luxemburg | 3-1      | 47.-48.   |
| Griechenland | Mexiko    | 3-2      | 49.-50.   |
| Grönland     | Marokko   | 3-1      | 51.-52.   |
| Gibraltar    |           |          | 53.       |

## Endstand
| Platz | Land       |
| ----- | ---------- |
| 1     | China      |
| 2     | Indonesien |
| 3     | Dänemark   |
| 4     | Südkorea   |
| 5     | England    |
| 6     | Schweden   |

| Platz | Land        |
| ----- | ----------- |
| 7     | Thailand    |
| 8     | Japan       |
| 9     | Niederlande |
| 10    | Deutschland |
| 11    | Malaysia    |
| 12    | Taiwan      |
| 13    | Ukraine     |
| 14    | Schottland  |

| Platz | Land       |
| ----- | ---------- |
| 15    | Hongkong   |
| 16    | Kanada     |
| 17    | Indien     |
| 18    | Russland   |
| 19    | Finnland   |
| 20    | Wales      |
| 21    | Österreich |
| 22    | Norwegen   |

| Platz | Land       |
| ----- | ---------- |
| 23    | Singapur   |
| 24    | USA        |
| 25    | Neuseeland |
| 26    | Bulgarien  |
| 27    | Polen      |
| 28    | Frankreich |
| 29    | Schweiz    |
| 30    | Island     |

| Platz | Land         |
| ----- | ------------ |
| 31    | Spanien      |
| 32    | Tschechien   |
| 33    | Weißrussland |
| 34    | Belgien      |
| 35    | Slowenien    |
| 36    | Portugal     |
| 37    | Peru         |
| 38    | Israel       |

| Platz | Land       |
| ----- | ---------- |
| 39    | Südafrika  |
| 40    | Sri Lanka  |
| 41    | Kasachstan |
| 42    | Slowakei   |
| 43    | Estland    |
| 44    | Zypern     |
| 45    | Litauen    |
| 46    | Brasilien  |

| Platz | Land         |
| ----- | ------------ |
| 47    | Italien      |
| 48    | Luxemburg    |
| 49    | Griechenland |
| 50    | Mexiko       |
| 51    | Grönland     |
| 52    | Marokko      |
| 53    | Gibraltar    |

      Aufsteiger
      Absteiger